# 毁灭者柯南
《毁灭者柯南》（英語：Conan the Destroyer）是理查德·弗莱彻执导的1984年美国剑与魔法冒险片，阿诺·施瓦辛格领衔，其他演员包括葛蕾丝·琼斯、奥利薇亚·阿波、岩松信、莎拉·道格拉斯、威尔特·张伯伦和崔西·沃特。该片是1982年电影《野蛮人柯南》的续集，也是施瓦辛格首次出演续集。影片在美国本土票房一般，在其他国家非常成功，专业评价方面不及前作。

## 剧情
柯南（阿诺·施瓦辛格饰）与同伴马拉克（Malak，崔西·沃特饰）一起巡游，但在一处祭坛前祷告时遇上了女王塔拉米斯（Taramis，莎拉·道格拉斯饰），她派出自己手下的多名卫兵与两人交手，然后她要求柯南的服务但被拒绝，但她利用自己的神秘力量得知了柯南最大的愿望，保证只要柯南做到，自己就会将他挚爱的瓦莱里娅（Valeria，在前作《野蛮人柯南》中为救柯南而死）复活，于是柯南同意了她的要求。女王要求柯南和马拉克沿途保护她的侄女简娜公主（Jenna，奥利薇亚·阿波饰）前去寻找一种特别的宝石，这种宝石的神秘力量可以用来唤醒一个神。女王还派了自己一位手下一同前往，但是她却秘密地指令这位手下等任务达成后杀死柯南，并将简娜公主献祭给神。
由于这种宝石是受到一位居住在城堡中的强大巫师保护，柯南于是向自己的朋友，巫师阿基洛（Akiro，岩松信饰）寻求帮助，不过阿基洛也遇上了大麻烦，有食人族抓到了他，并打算吃掉他来获得魔法。成功解救了巫师后，柯南和简娜还从一群打算复仇的村民手中救下了一位名叫祖拉（Zula，葛蕾丝·琼斯饰）的女土匪，她也因此加入到了队伍中。一行人向巫师的城堡进发，简娜也对柯南产生了青涩的感情，他们的命运将会如何呢？

## 演员
- 阿诺·施瓦辛格饰柯南
- 葛蕾丝·琼斯饰祖拉
- 威尔特·张伯伦饰邦巴塔
- 奥利薇亚·阿波饰简娜公主（之后的女王）
- 岩松信饰巫师阿基洛
- 崔西·沃特饰小偷马拉克
- 帕特·罗奇（英语：Pat Roach）饰另一位巫师托特·阿蒙
- 莎拉·道格拉斯饰女王塔拉米斯
- 杰夫·科里（英语：Jeff Corey）饰总理大臣，女王塔拉米斯的巫师
- 史文-欧尔·托尔森（英语：Sven-Ole Thorsen）饰托格拉，女王试图绑票公主的卫兵，与柯南动手时被杀
- 巨人安德烈饰神兽达戈斯

## 制作
《毁灭者柯南》是英国摄影师杰克·卡迪夫和导演理查德·弗莱彻合作拍摄的第4部电影。两人之前的三次合作分别是1958年的《七海霸王》、1977年的《王子与乞丐》和1989年的《鬼屋3》。两人还将在1987年的《抢钱也疯狂》中再次合作。卡迪夫还曾担任过多部名片的摄影师，包括约翰·休斯顿的《非洲女王号》、金·维多的《战争与和平》，以及1985年的动作片《第一滴血2》。不过他最知名的作品还是20世纪40年代与迈克尔·鲍威尔和艾默力·皮斯伯格的三次合作，分别是1946年的《平步青云》，1947年的《黑水仙》和1948年的《红菱艳》，《黑水仙》为他赢得了第20届奥斯卡最佳摄影奖。

## 迴响
《毁灭者柯南》于1984年6月29日上映后获得的专业评价不佳，根据烂蕃茄上收集的21篇评论文章，只有6篇给出了“新鲜”的正面评价，“新鲜度”仅为29%，综合评分4.4（满分为10分），而从网站上59650位网友评分看，有43%表示“喜欢”这部电影，平均评分2.9（满分为5分）。虽然评价不佳，但电影商业上还算成功，首周在1117家电影院入账695万8872美元，名列票房榜第4位，之后在美国本土共计收入为3104万2035美元，并且在其他国家更为成功，收入达6900万美元。
漫威漫画在1984年12月发行的第35期特别版杂志中出版了根据这部电影改编的漫画小说作品，这个改编小说也有通过一套两期的限量系列发行。为电影创作了最初故事版本的两位作家由于对电影及最终上映的电影很不满意，于是自行创作了图画小说《野蛮人柯南：金丹的号角》，该书与1990年出版，其中大部分人物角色的姓名作了更改。
喜剧演员金·韦恩斯在电视节目《In Living Color》中模仿恶搞了葛蕾丝·琼斯在《毁灭者柯南》中的表演，琼斯因本片获得了一项土星奖最佳女配角奖提名，另外片中扮演公主的奥利薇亚·阿波被提名两项金酸莓奖，其中最差新人奖“成功胜出”，幸好最差女配角奖得以落空。1985年，澳大利亚重金属音乐团体“Prowler”更名为“Taramis”，这是本片中女王的名字。